# 더블 타겟 (2007년 영화)
《더블 타겟》(영어: Shooter)은 2007년 개봉한 미국의 액션 스릴러 영화이다. 앤트완 퓨콰가 연출했으며, 스티븐 헌터의 소설 《탄착점》(Point of Impact)을 원작으로 하였다. 마크 월버그, 마이클 페냐, 대니 글러버, 케이트 마라가 출연한다.
대통령 암살을 막기 위해 나선 전직 특수부대 요원 스나이퍼의 활약을 다룬다.

## 줄거리
특수부대 저격수 출신인 밥 리 스웨거는 에티오피아에서 작전 중 동료를 잃고 은퇴하여 와이오밍에서 은둔 생활을 한다. 어느 날, 아이작 존슨 대령이 대통령 암살 시도를 막아달라며 스웨거에게 도움을 요청한다. 스웨거는 마지못해 동의하고 암살 가능성이 높은 장소를 분석한다. 그러나 대통령 연설 당일, 대통령의 손님이 암살당하고 스웨거는 누명을 쓴 채 경찰의 공격을 받는다.
도망치던 스웨거는 신참 FBI 요원 닉 멤피스를 만나고, 멤피스는 스웨거가 너무 쉽게 범인으로 몰리는 것에 의문을 품고 독자적으로 수사를 시작한다. 스웨거는 켄터키로 도피하여 옛 동료의 아내 사라의 도움을 받으며 멤피스에게 정보를 제공한다. 수사망이 좁혀오자 존슨은 멤피스를 제거하려 하지만 스웨거의 도움으로 살아남는다. 스웨거는 멤피스와 함께 존슨의 배후를 찾기 위해 여정을 떠난다.
화기 전문가를 통해 스웨거는 자신 외에 또 다른 저격수, 휠체어에 탄 세르비아인 미하일로 스체르비악이 있음을 알게 된다. 스체르비악은 존슨의 사주를 받고 암살을 저질렀으며, 스웨거는 스체르비악의 정찰을 위한 도구로 이용된 것이다. 그 과정에서 사라가 납치되고, 스웨거와 멤피스는 스체르비악의 거처에 침입한다. 스체르비악은 존슨이 석유 회사들을 위해 개발도상국을 착취하는 몬태나 주 상원의원 찰스 미첨을 위해 일하고 있음을 밝히고 자살한다.
스웨거와 멤피스는 스체르비악의 자백을 녹음한 후 탈출하여 몬태나에서 미첨과 존슨을 만나기로 한다. 눈 덮인 산에서 스웨거는 존슨의 저격수들을 제거하고 사라를 구출하는 데 성공하지만, 미첨은 석유 회사들을 위해 일하는 다른 정치인들이 더 있음을 암시한다. 증거가 있으면 죽을 것이라는 사실을 깨달은 스웨거는 녹음본을 파기하고, FBI는 스웨거를 체포한다.
스웨거는 검찰총장에게 자신의 무기들을 전부 사용할 수 없게 개조했으며, 존슨의 일당이 자신을 범인으로 만들기 위해 총알을 조작했음을 밝힌다. 멤피스는 존슨의 범죄를 입증하는 증거를 제공하지만, 존슨은 미국 관할권 밖에서 범행을 저질렀기 때문에 체포할 수 없다는 사실을 알게 된다. 이후 스웨거는 석유 회사 관계자들과 미첨, 존슨을 처단하고 복수를 마친다.

## 출연
- 마크 월버그 - 밥 리 스웨거
- 마이클 페냐 - 닉 멤피스
- 대니 글러버 - 아이작 존슨 대령
- 케이트 마라 - 세라 펜
- 엘리어스 코티스 - 잭 페인
- 로나 미트라 - 알루르데스 갈린도
- 조너선 워커 - 루이 도블러
- 저스틴 루이스 - 하워드 퍼넬
- 테이트 도너번 - 러스 터너
- 라데 셰르베지야 - 마이클 샨도르
- 앨런 C. 피터슨 - 스탠리 티먼스 경관
- 네드 비티 - 찰스 F. 미첨 상원의원
- 레인 개리슨 - 도니 펜 병장
- 브라이언 마킨슨 - 러서트 법무장관
- 레번 헬름 - 미스터 레이트
- 마이크 도퍼드 - 용병대장
- 에이먼 워커 - 대주교

## 기타
- 원작자: 스티븐 헌터
- 미술: 밴스 로렌지니
- 의상: 하 뉴엔
- 배역: 말리 핀

## 트리비아
- 영화 초반 헬리콥터를 격추시키기 위해 스웨거는 배럿 M82를 사용한다. 배럿 M82는 반자동 소총이기 때문에 영화에서처럼 한 발씩 손으로 재장전할 필요가 없다.